# Riborg Böving
Riborg Birgitte Böving-Albråten, född 24 september 1880 på Ålholmens gård i Anderslöv, död 9 januari 1953 i Arvika, var en svensk keramiker och formgivare.

## Biografi
Riborg Böving föddes som det sjunde barnet i en kull på tio barn till Poul Bernard Böving (1839–1889), arrendator på Ålholmen gård, och Lida Maria Wengel (född 1846). Hon levde tillsammans med musikern och konstnären Ignácz Caroly Beôrecz men de var aldrig gifta. Tillsammans fick de två barn; konstnären Våge Albråten och keramikern Jonni Kyrakides.
Hon utbildade sig i Bern i Schweiz 1903–1904 och därefter i Karlsruhe i Tyskland samt på Tekniska skolan i Stockholm. Hon var mönstertecknare för Gustavsberg och Rörstrand
År 1907 flyttade Riborg Böving till Arvika för att ingå i Rackengruppen.